# Gustavo Dezotti
Gustavo Abel Dezotti (Monte Buey, 14 febbraio 1964) è un dirigente sportivo ed ex calciatore argentino.

## Caratteristiche tecniche
Era abile nel gioco aereo e veloce palla al piede.

## Carriera

### Club
Iniziò la carriera nel Newell's Old Boys, con cui debutta nel 1982 nella Primera División argentina. Con i rossoneri di Rosario Dezotti, soprannominato dai tifosi argentini El Galgo ("cane levriero"), viene schierato 195 volte e segna 37 gol, inoltre vince il titolo nazionale nella stagione 1987-1988.
Si trasferisce poi in Italia nell'estate del 1988 per giocare nella Lazio, che milita in Serie A. Rimane a Roma una sola stagione, che la squadra conclude al decimo posto; a livello personale scende invece in campo 29 volte e segna 3 gol rendendo al di sotto delle aspettative. Passa così alla Cremonese di Tarcisio Burgnich, e qui si dimostra ben più decisivo: già nella prima stagione realizza infatti 13 reti, poco meno della metà delle totali, tuttavia i grigio-rossi retrocedono. Nella stagione successiva la panchina viene affidata in corsa a Gustavo Giagnoni, ma la squadra ritorna in Serie A e il suo contributo risulta sempre importante, grazie a 32 presenze e 11 gol. Nei due anni che seguono, nei quali l'apporto dell'argentino è sempre determinante, si assiste prima ad un immediato ritorno in B, poi ad una nuova promozione in A; inoltre, sotto la guida di Luigi Simoni, il club vince la Coppa Anglo-Italiana 1992-1993. Dezotti gioca a Cremona per l'ultima volta nella stagione 1993-1994, che si conclude in questo caso con un decimo posto che vale la salvezza.
Finita l'esperienza italiana, nel 1994 il calciatore va a giocare in Messico nel León. Qui rimane tre anni, poi torna in Argentina nelle file del Quilmes, ed infine chiude la carriera dopo una stagione trascorsa nel Defensor Sporting in Uruguay.

### Nazionale
Fa il suo esordio con la maglia dell'Argentina nel 1988, e successivamente viene scelto nella rosa che partecipa al campionato del mondo 1990. Qui scende in campo a Napoli contro la Romania nell'ultima gara del primo turno, che termina 1-1, e nel quarto contro la Jugoslavia, che viene giocato a Firenze: la partita termina 0-0 nei tempi regolamentari, e si trascina ai tiri di rigore: è proprio Dezotti a calciare l'ultimo tiro dagli undici metri per i suoi, grazie al quale l'Albiceleste accede alla semifinale. Torna in campo solo nella finale di Roma, persa 1-0 contro la Germania Ovest: il calciatore viene espulso a pochi minuti dal termine, in occasione del rigore che viene trasformato da Andreas Brehme; questo è l'atto conclusivo della sua carriera in nazionale, nella quale ha collezionato 7 presenze e 0 gol.

## Statistiche

### Cronologia presenze e reti in nazionale
| Cronologia completa delle presenze e delle reti in nazionale ― Argentina | Cronologia completa delle presenze e delle reti in nazionale ― Argentina | Cronologia completa delle presenze e delle reti in nazionale ― Argentina | Cronologia completa delle presenze e delle reti in nazionale ― Argentina | Cronologia completa delle presenze e delle reti in nazionale ― Argentina | Cronologia completa delle presenze e delle reti in nazionale ― Argentina | Cronologia completa delle presenze e delle reti in nazionale ― Argentina | Cronologia completa delle presenze e delle reti in nazionale ― Argentina |
| Data                                                                     | Città                                                                    | In casa                                                                  | Risultato                                                                | Ospiti                                                                   | Competizione                                                             | Reti                                                                     | Note                                                                     |
| ------------------------------------------------------------------------ | ------------------------------------------------------------------------ | ------------------------------------------------------------------------ | ------------------------------------------------------------------------ | ------------------------------------------------------------------------ | ------------------------------------------------------------------------ | ------------------------------------------------------------------------ | ------------------------------------------------------------------------ |
| 12-10-1988                                                               | Siviglia                                                                 | Spagna                                                                   | 1 – 1                                                                    | Argentina                                                                | Amichevole                                                               | -                                                                        | 76’                                                                      |
| 21-12-1989                                                               | Cagliari                                                                 | Italia                                                                   | 0 – 0                                                                    | Argentina                                                                | Amichevole                                                               | -                                                                        | 69’                                                                      |
| 8-5-1990                                                                 | Berna                                                                    | Svizzera                                                                 | 1 – 1                                                                    | Argentina                                                                | Amichevole                                                               | -                                                                        | 60’                                                                      |
| 22-5-1990                                                                | Ramat Gan                                                                | Israele                                                                  | 1 – 2                                                                    | Argentina                                                                | Amichevole                                                               | -                                                                        | 61’                                                                      |
| 18-6-1990                                                                | Napoli                                                                   | Argentina                                                                | 1 – 1                                                                    | Romania                                                                  | Mondiali 1990 - 1º turno                                                 | -                                                                        | 60’                                                                      |
| 30-6-1990                                                                | Firenze                                                                  | Argentina                                                                | 0 – 0 dts (3 – 2 dtr)                                                    | Jugoslavia                                                               | Mondiali 1990 - Quarti di finale                                         | -                                                                        | 87’                                                                      |
| 8-7-1990                                                                 | Roma                                                                     | Germania Ovest                                                           | 1 – 0                                                                    | Argentina                                                                | Mondiali 1990 - Finale                                                   | -                                                                        | 9’, 87’                                                                  |
| Totale                                                                   |                                                                          | Presenze                                                                 | 7                                                                        |                                                                          | Reti                                                                     | 0                                                                        |                                                                          |

## Palmarès

### Club

#### Competizioni nazionali
- Campionato argentino: 1

Newell's Old Boys: 1987-1988

#### Competizioni internazionali
- Coppa Anglo-Italiana: 1

Cremonese: 1992-1993